# Hiệp hội bóng đá Cộng hòa Séc
Hiệp hội bóng đá Cộng hòa Séc (tiếng Séc: Fotbalová asociace České republiky) là tổ chức quản lý, điều hành các hoạt động bóng đá ở Cộng hòa Séc. Hiệp hội quản lý đội tuyển bóng đá quốc gia nam và nữ, tổ chức các giải bóng đá như vô địch quốc gia và cúp quốc gia. Hiệp hội bóng đá Cộng hòa Séc gia nhập FIFA năm 1907 và UEFA năm 1994.